# Eleições estaduais em Goiás em 1978
As eleições estaduais em Goiás em 1978 ocorreram em duas etapas conforme determinava o Pacote de Abril: em 1º de setembro a ARENA sagrou, mediante eleição indireta, o governador Ary Valadão, o vice-governador Rui Cavalcanti e o senador Benedito Ferreira. A fase seguinte foi em 15 de novembro, a exemplo dos outros estados brasileiros, e ela trouxe disparidades, pois o MDB elegeu o senador Henrique Santillo enquanto a ARENA fez a maioria das cadeiras dentre os 14 deputados federais e 38 deputados estaduais que foram eleitos.
Advogado formado na Universidade Federal de Goiás com pós-graduação em Criminologia e Balística, o governador Ary Valadão nasceu em Anicuns e foi agricultor, industrial antes de ingressar na UDN e ser eleito prefeito da cidade em 1947 e 1954 e deputado estadual em 1958 e 1962. Presidente do diretório estadual da UDN e líder da bancada na Assembleia Legislativa de Goiás, assistiu à queda do governador Mauro Borges devido ao Regime Militar de 1964 e com o bipartidarismo migrou para a ARENA e foi eleito deputado federal em 1966, 1970 e 1974, licenciando-se a convite de Irapuan Costa Júnior, de quem foi secretário de Justiça por um ano. Foi a quarta vez que a ARENA fez o governador de Goiás.
A eleição indireta para senador permitiu a recondução do comerciante Benedito Ferreira. Nascido em Ipameri filiou-se à ARENA e foi eleito deputado federal em 1966 e senador em 1970. No voto popular o MDB elegeu o pediatra Henrique Santillo, natural de Ribeirão Preto, formado na Universidade Federal de Minas Gerais e radicado em Anápolis onde foi eleito vereador em 1966 e prefeito em 1970 e em 1974 foi eleito deputado estadual, mesmo ano onde seu partido elegeu o senador Lázaro Barbosa a quem fariam companhia. Entre os demais eleitos estava Anísio de Sousa, autor da emenda constitucional que prorrogou de 1980 para 1982 o mandato dos prefeitos, vice-prefeitos e vereadores eleitos em 1976.
O quadro político estadual sofreu modificações com a volta do pluripartidarismo no Governo João Figueiredo: os arenistas seguiram o governador Ary Valadão rumo ao PDS e a oposição partiu para o PMDB em apoio a Iris Rezende que chegou ao Palácio das Esmeraldas ao vencer as eleições de 1982. Ao partido oposicionista aderiram também o senador Henrique Santillo e o deputado Ademar Santillo após uma passagem relâmpago pelo PT sem mencionar que no último ano do bipartidarismo o vereador Daniel Antônio foi prefeito interino de Goiânia pelo MDB.

## Resultado da eleição para governador
O Colégio Eleitoral de Goiás era dominado pela ARENA e composto por 387 membros, dos quais compareceram 350.
| Candidatos a governador do estado | Candidatos a vice-governador | Número | Coligação             | Votação | Percentual |
| --------------------------------- | ---------------------------- | ------ | --------------------- | ------- | ---------- |
| Ary Valadão ARENA                 | Rui Cavalcanti ARENA         | -      | ARENA (sem coligação) | 350     | 90,44%     |

## Resultado da eleição para senador

### Mandato biônico de oito anos
Um delegado da ARENA votou contra a chapa escolhida.
| Candidatos a senador da República | Candidatos a suplente de senador                   | Número | Coligação             | Votação | Percentual |
| --------------------------------- | -------------------------------------------------- | ------ | --------------------- | ------- | ---------- |
| Benedito Ferreira ARENA           | José Caixeta ARENA Antônio Ferreira da Silva ARENA | -      | ARENA (sem coligação) | 349     | 90,18%     |
| Fontes:                           |                                                    |        |                       |         |            |

### Mandato direto de oito anos
Conforme acervo do Tribunal Superior Eleitoral, cujos registros mencionam 101.738 votos em branco e 84.989 votos nulos.
| Candidatos a senador da República | Candidatos a suplente de senador | Número | Coligação             | Votação | Percentual |
| --------------------------------- | -------------------------------- | ------ | --------------------- | ------- | ---------- |
| Henrique Santillo MDB             | Hélio Roriz MDB -                | -      | MDB (sublegenda um)   | 347.298 | 35,43%     |
| Jarmund Nasser ARENA              | -                                | -      | ARENA (em sublegenda) | 218.119 | 22,25%     |
| Osires Teixeira ARENA             | -                                | -      | ARENA (em sublegenda) | 205.604 | 20,97%     |
| Juarez Bernardes MDB              | -                                | -      | MDB (sublegenda dois) | 188.815 | 19,26%     |
| Jonas Duarte ARENA                | -                                | -      | ARENA (em sublegenda) | 20.447  | 2,09%      |
| Fontes:                           |                                  |        |                       |         |            |

## Deputados federais eleitos
São relacionados os candidatos eleitos com informações complementares da Câmara dos Deputados.

Representação eleita
  ARENA: 8
  MDB: 6

Fonteː
| Deputados federais eleitos | Partido | Votação | Percentual | Cidade onde nasceu | Unidade federativa |
| Ademar Santillo            | MDB     | 77.665  |            | Ribeirão Preto     | São Paulo          |
| Hélio Levy                 | ARENA   | 61.522  |            | Catalão            | Goiás              |
| José de Assis              | ARENA   | 58.270  |            | Mineiros           | Goiás              |
| Jamel Cecílio              | ARENA   | 58.215  |            | Anápolis           | Goiás              |
| Brasílio Caiado            | ARENA   | 55.249  |            | Goiás              | Goiás              |
| Francisco de Castro        | ARENA   | 52.544  |            | Jaraguá            | Goiás              |
| Anísio de Sousa            | ARENA   | 51.669  |            | Pirenópolis        | Goiás              |
| Genésio de Barros          | ARENA   | 49.456  |            | Morrinhos          | Goiás              |
| Rezende Monteiro           | ARENA   | 43.110  |            | Caiapônia          | Goiás              |
| José Freire                | MDB     | 36.771  |            | Arraias            | Tocantins          |
| Iturival Nascimento        | MDB     | 35.593  |            | Rio Verde          | Goiás              |
| Paulo Borges               | MDB     | 35.318  |            | Rio Verde          | Goiás              |
| Iram Saraiva               | MDB     | 34.186  |            | Goiânia            | Goiás              |
| Fernando Cunha             | MDB     | 32.552  |            | Itumbiara          | Goiás              |
| Fontes:                    |         |         |            |                    |                    |

## Deputados estaduais eleitos
Na disputa pelas 38 vagas da Assembleia Legislativa de Goiás a ARENA conquistou 21 vagas contra 17 do MDB.

Representação eleita
  ARENA: 21
  MDB: 17

Fonteː
| Deputados estaduais eleitos      | Partido | Votação | Percentual | Cidade onde nasceu    | Unidade federativa |
| Joaquim Roriz                    | MDB     | 20.645  |            | Luziânia              | Goiás              |
| Wolney Siqueira                  | ARENA   | 20.099  |            | Pirenópolis           | Goiás              |
| Mauro Borges Júnior              | MDB     | 19.340  |            | Goiânia               | Goiás              |
| Derval de Paiva                  | MDB     | 19.285  |            | Cumari                | Goiás              |
| Ibsen de Castro                  | ARENA   | 19.257  |            | Morrinhos             | Goiás              |
| Hélio Seixo de Brito Júnior      | ARENA   | 19.013  |            | Inhumas               | Goiás              |
| Juracy Xavier Teixeira           | ARENA   | 18.469  |            | Porteiras             | Ceará              |
| Domingos Venâncio de Almeida     | ARENA   | 18.044  |            | Jaraguá               | Goiás              |
| Gilson Machado de Araújo         | ARENA   | 17.942  |            | Goiânia               | Goiás              |
| Manoel Libânio de Araújo         | ARENA   | 17.510  |            | Formosa               | Goiás              |
| José Elias Fernandes             | MDB     | 16.759  |            | Guapó                 | Goiás              |
| Sérgio Ramos Caiado              | ARENA   | 16.580  |            | Anápolis              | Goiás              |
| Ênio Paschoal                    | ARENA   | 15.726  |            | Catalão               | Goiás              |
| Adjair de Lima e Silva           | ARENA   | 15.654  |            | Iporá                 | Goiás              |
| Habid Gabriel Issa               | ARENA   | 15.230  |            | Anápolis              | Goiás              |
| Wander Arantes de Paiva          | ARENA   | 14.743  |            | Santa Helena de Goiás | Goiás              |
| Clarismar Fernandes dos Santos   | ARENA   | 14.557  |            | Goiânia               | Goiás              |
| Ataíde Rodrigues Borges          | ARENA   | 14.512  |            | Itumbiara             | Goiás              |
| Wolney Martins de Araújo         | MDB     | 14.411  |            | Catalão               | Goiás              |
| Manoel da Costa Lima             | MDB     | 14.078  |            | Serranópolis          | Goiás              |
| Alziro Gomes                     | ARENA   | 13.252  |            | Imperatriz            | Maranhão           |
| Paulo Rezek Andery               | ARENA   | 13.121  |            | Gália                 | São Paulo          |
| César Franklin de Carvalho Aires | ARENA   | 13.005  |            | Carolina              | Maranhão           |
| Helenês Cândido                  | ARENA   | 12.773  |            | Morrinhos             | Goiás              |
| Eurico Veloso do Carmo           | ARENA   | 12.561  |            | Rio Verde             | Goiás              |
| Osório Santa Cruz                | MDB     | 12.547  |            | Rio Verde             | Goiás              |
| Humberto Xavier                  | ARENA   | 12.447  |            | Quirinópolis          | Goiás              |
| Frederico Jaime Filho            | MDB     | 12.252  |            | Pirenópolis           | Goiás              |
| Aparecido Antônio de Paula       | MDB     | 11.987  |            | Inhumas               | Goiás              |
| Waterloo Araújo                  | MDB     | 11.819  |            | Tupaciguara           | Minas Gerais       |
| José Denisson de Souza           | ARENA   | 11.657  |            | Silvânia              | Goiás              |
| Juarez Magalhães de Almeida      | MDB     | 10.498  |            | Formosa               | Goiás              |
| Milton Alves Ferreira            | MDB     | 10.325  |            | Patos de Minas        | Minas Gerais       |
| João Divino                      | MDB     | 10.001  |            | Goiânia               | Goiás              |
| João Felipe                      | MDB     | 9.982   |            | Catalão               | Goiás              |
| Vicente Miguel da Silva e Souza  | MDB     | 9.667   |            | Catalão               | Goiás              |
| Joceli Machado                   | MDB     | 9.386   |            | Pirenópolis           | Goiás              |
| Línio Ribeiro de Paiva           | MDB     | 9.306   |            | Araguari              | Minas Gerais       |
| Fontes:                          |         |         |            |                       |                    |